# Duc de Madrid
Pour les articles homonymes, voir Madrid (homonymie).
 (mars 2023).
Si vous disposez d'ouvrages ou d'articles de référence ou si vous connaissez des sites web de qualité traitant du thème abordé ici, merci de compléter l'article en donnant les références utiles à sa vérifiabilité et en les liant à la section « Notes et références ».
Le titre de « duc de Madrid » est un titre nobiliaire espagnol, irrégulier puisque non reconnu constitutionnellement, créé par le prétendant carliste au trône d’Espagne Charles de Bourbon, roi d’Espagne sous le nom de « Charles VII », pour un usage strictement personnel.
Fils de Jean de Bourbon (1822-1887), « comte de Montizón » (prétendant carliste sous le nom de « Jean III ») et de Béatrice de Modène (1824-1906), le prince Charles-Marie de Bourbon descend en lignée agnatique du premier prétendant carliste : « Charles VI d’Espagne ».
En le créant en tant que titre de la « Couronne », le titre était considéré comme viager, d’où l’absence de reprise de ce titre par ses successeurs et héritiers. Il n’a jamais été question de le légaliser ni de le rétablir ; ce faisant, il est un « titre historique » utilisé par les « rois » carlistes, qui ne le sont jamais devenus dans les faits. Il fut repris par le fils de Charles, Jacques-Pie de Bourbon, prétendant à sa succession sous le nom de « Jacques III ».

## Liste des « ducs de Madrid » et de leurs épouses

### Succession carliste issue de « Charles V »
| Rang | Portrait           | « Duc »                                                                            | Période                                                      | Épouse                          | Maison                                                    |
| ---- | ------------------ | ---------------------------------------------------------------------------------- | ------------------------------------------------------------ | ------------------------------- | --------------------------------------------------------- |
| 1    | Charles de Bourbon | Charles de Bourbon Né le 30 mars 1848 à Laibach — Mort le 18 juillet 1909 à Varèse | 3 octobre 1868 — 18 juillet 1909 40 ans, 10 mois et 15 jours | Marguerite de Parme (1868-1893) | Maison de Bourbon en Espagne (fils de Jean de Bourbon)    |
| 1    | Charles de Bourbon | Charles de Bourbon Né le 30 mars 1848 à Laibach — Mort le 18 juillet 1909 à Varèse | 3 octobre 1868 — 18 juillet 1909 40 ans, 10 mois et 15 jours | Berthe de Rohan (1894-1909)     | Maison de Bourbon en Espagne (fils de Jean de Bourbon)    |
| 2    | Jacques de Bourbon | Jacques de Bourbon Né le 27 juin 1870 à Vevey — Mort le 2 octobre 1931 à Paris     | 18 juillet 1909 — 2 octobre 1931 22 ans, 2 mois et 14 jours  |                                 | Maison de Bourbon en Espagne (fils de Charles de Bourbon) |

### Successions carlistes espagnole et parmesane

#### Succession carliste issue d’Alphonse XIII
| Rang | Portrait                 | « Duc »                                                                                         | Période                                               | Épouse                              | Maison                                                        |
| ---- | ------------------------ | ----------------------------------------------------------------------------------------------- | ----------------------------------------------------- | ----------------------------------- | ------------------------------------------------------------- |
| 3    | Jacques-Henri de Bourbon | Jacques-Henri de Bourbon Né le 23 juin 1908 à San Ildefonso — Mort le 20 mars 1975 à Saint-Gall | 3 mai 1964 — 20 mars 1975 10 ans, 10 mois et 17 jours | Emmanuelle de Dampierre (1935-1947) | Maison de Bourbon en Espagne (fils d’Alphonse XIII d’Espagne) |

Le titre est par la suite abandonné par ses descendants, qui ne se reconnaissent plus prétendants carlistes au trône espagnol. C’est de cette branche que les prétendants légitimistes actuels descendent.

#### Succession carliste issue de « Xavier Ier»
| Rang | Portrait                        | « Duc »                                                                                       | Période                                                     | Épouse                           | Maison                                                            |
| ---- | ------------------------------- | --------------------------------------------------------------------------------------------- | ----------------------------------------------------------- | -------------------------------- | ----------------------------------------------------------------- |
| 3    | Charles-Hugues de Bourbon-Parme | Charles-Hugues de Bourbon-Parme Né le 8 avril 1930 à Paris — Mort le 18 août 2010 à Barcelone | Février 1964 — 7 mai 1977 environ 13 ans                    | Irène des Pays-Bas (1964-1981)   | Maison de Bourbon-Parme (fils de Xavier de Parme)                 |
| 4    | Charles de Bourbon-Parme        | Charles de Bourbon-Parme Né le 27 janvier 1970 à Nimègue                                      | 28 septembre 2003 — 18 août 2010 6 ans, 10 mois et 21 jours | Anne-Marie Gualthérie van Weezel | Maison de Bourbon-Parme (fils de Charles-Hugues de Bourbon-Parme) |